# The Settlers 7: La strada verso il regno
The Settlers 7: La strada verso il regno (Die Siedler 7) è un videogioco strategico in tempo reale sviluppato da Blue Byte e pubblicato da Ubisoft per personal computer.
Settimo capitolo della serie iniziata con The Settlers (1993), il gioco ha ricevuto quattro DLC.

## Sviluppo
Ubisoft ha annunciato il gioco nel settembre 2009.